# Session Description Protocol
SDP è un protocollo che definisce una sintassi testuale per descrivere sessioni multimediali multicast o unicast. Descrive i flussi audio/video che formano la sessione ed i relativi parametri, contiene gli indirizzi di destinazione dei diversi stream e "governa" i tempi di inizio e di fine di ogni sessione. È il "payload" di SIP.